# Dimitra
Dimitra (griechisch Δήμητρα) ist ein weiblicher Vorname.

## Herkunft und Bedeutung
Er stammt aus dem griechischen und kommt von der griechischen Göttin Demeter.
Die deutsche Übersetzung von Dimitra ist Mutter Erde (de= die Erde, meter= die Mutter).
Koseformen des Vornamens sind Mimi, Mimika, Demi und Dimitroula.

## Verbreitung
- Griechenland

## Namenstag
Als Namenstag wird der 26. Oktober gefeiert.

## Namensträgerinnen
- Dimitra Arliss (1932–2012), US-amerikanische Schauspielerin
- Dimitra Galani (* 1952), griechische Sängerin
- Dimitra Papadea, bekannt als Demy (* 1991), griechische Sängerin
- Dimitra Papadima (* 1963), griechische Schauspielerin
- Dimitra Papadopoulou (* 1962), griechische Schauspielerin
- Dimitra Sarantakos (* 1935), Mutter von Criss Angel
- Dimitra Theodossiou (* 1965), griechische Sängerin